# Niuatoputapu
Niuatoputapu és l'illa principal del grup Niuas, al nord de Tonga. Està situada a 167 km al nord de Vava'u i a 516 km al nord de Tongatapu.

## Geografia
L'illa és d'origen volcànic. La part central boscosa, de 157 m d'altitud, és l'antic cràter erosionat. El litoral baix és un antic escull coral·lí que va créixer al voltant del volcà i va ser cobert de cendres volcàniques. Avui un altre escull coral·lí tanca una llacuna al voltant de l'illa. La superfície total és de 18 km².
La vila principal és Hihifo, situada al nord-oest de l'illa. És el centre administratiu, seu de l'agent del govern i de la policia. La població total, al cens del 1996, era de 1.161 habitants. Disposa d'un aeroport.

## Història
Niuatoputapu va ser descoberta pels holandesos Le Maire i Schouten, el 1616. Mentre estaven negociant per intercanviar queviures van ser atacats per sorpresa i van l'anomenar Verraders Eylandt, 'illa dels Traïdors', nom que amb forma anglesa o francesa es va mantenir durant un temps en els mapes de l'època, fins que l'anglès Samuel Wallis, el 1767, la va anomenar Keppel Island en honor d'Augustus Keppel, primer Lord de l'Almirallat.
| Portal:Polinèsia | Illes de Tonga                                                                                  | Illes de Tonga                                                                                  | Bandera de Tonga                                                                                |
| Grup Niuas:      | Niuafoʻou \| Niuatoputapu \| Tafahi                                                             | Niuafoʻou \| Niuatoputapu \| Tafahi                                                             | Niuafoʻou \| Niuatoputapu \| Tafahi                                                             |
| Grup Vavaʻu:     | Hunga \| Kapa \| Pangaimotu \| ʻUtungake \| Vavaʻu Volcans: Fonualei \| Late \| Lateiki \| Toku | Hunga \| Kapa \| Pangaimotu \| ʻUtungake \| Vavaʻu Volcans: Fonualei \| Late \| Lateiki \| Toku | Hunga \| Kapa \| Pangaimotu \| ʻUtungake \| Vavaʻu Volcans: Fonualei \| Late \| Lateiki \| Toku |
| Grup Haʻapai:    | Lifuka \| Kotu \| Nomuka Volcans: Fonuafoʻou \| Kao \| Tofua                                    | Lifuka \| Kotu \| Nomuka Volcans: Fonuafoʻou \| Kao \| Tofua                                    | Lifuka \| Kotu \| Nomuka Volcans: Fonuafoʻou \| Kao \| Tofua                                    |
| Grup Tongatapu:  | ʻAta \| ʻEua \| Minerva \| Tongatapu                                                            | ʻAta \| ʻEua \| Minerva \| Tongatapu                                                            | ʻAta \| ʻEua \| Minerva \| Tongatapu                                                            |